# Киву Стојка
Киву Стојка (7. август 1908 — 16. фебруар 1975) био је румунски комуниста, премијер Румуније током 1955 – 1961. године, предсједник Државног вијећа Социјалистичке Републике Румуније у периоду од 24. марта 1965 до 9. децембра 1967; на тој позицији је заменио Николаја Чаушескуа.
1931. постао је члан Комунистичке партије Румуније. Године 1933. осуђен је на казну затвора због учешћа у штрајку на радионицама ЧФР Гривица.
У последњим годинама свог живота, пао је у немилост Николаја и Елена Чаушеску. 1975. године пронађен је мртав, са метком у главу. Власти сматрају да је починио самоубиство.